# Estação Peel
A Estação Peel é uma das estações do Metrô de Montreal, situada em Montreal, entre a Estação Guy-Concordia e a Estação McGill. Faz parte da Linha Verde.
Foi inaugurada em 14 de outubro de 1966. Localiza-se no cruzamento do Boulevard de Maisonneuve com a Rua Stanley. Atende o distrito de Ville-Marie.

## Origem do nome
Sir Robert Peel,  foi primeiro-ministro britânico de 1834 a 1835 e novamente de 1841 a 1846. É mais conhecido pela criação do Departamento Policial de Londres quanto ele ocupava a função de "Home Secretary", dando  origem a alcunha de "Bobbies" para os policiais londrinos.

## Ruas próximas
- rue Peel
- rue Stanley
- boulevard de Maisonneuve

## Pontos de interesse
- Acesso ao subterrâneo de Montreal
- Les Cours Mont-Royal
- Aetna Canada
- Le 2000 Peel Iata
- Maison Sodarcan
- edifício Dominion Square
- YMCA de Montreal
- Infotouriste
- edifício Sun Life Building
- McGill University
- Dorchester Square
- rue Crescent Street (vida noturna)